# Heinrich Josef Vincent
Heinrich Josef Vincent (* 23. Februar 1819 in Theilheim bei Würzburg; † 19. Mai 1901 in Wien) war ein österreichischer Chorleiter und Musiktheoretiker.
Vincent studierte erst Rechtswissenschaften, widmete sich später aber ganz der Musik. Ab 1872 war er Gesangslehrer und Chorleiter des Gesangvereins in Czernowitz. Ab 1878 lebte er in Wien.
Er setzte sich für eine Reform der Musiktheorie und der Notenschrift ein.

## Schriften
- 1860: Kein Generalbass mehr, Wien.
- 1862: Die Einheit in der Tonwelt, Leipzig.
- 1875: Die Neuklaviatur. Ihre Vortheile gegenüber den Nachtheilen der alten.
- 1892: Die Zwölfzahl in der Tonwelt – Beitrag zur Vereinfachung u. Erleichterung des Musikbetriebes, Wien
- 1894: Ist unsere Harmonielehre wirklich eine Theorie?, Wien
- 1900: Eine neue Tonschrift

In Die Neuklaviatur stellt er seine geänderte Klaviertastatur vor, wie sie bei 6-plus-6-Instrumenten zu finden ist.
Er schrieb auch Opern und Operetten, von denen die Operette Die Bettlerin 1866 in Halle und 1870 in Würzburg aufgeführt wurde.